# ニッポン戦略会議2010
『ニッポン戦略会議2010』（ - せんりゃくかいぎにせんじゅう）は、テレビ東京系列とBSジャパン（現・BSテレ東）で放送された討論特番であり、2010年7月11日の第22回参議院議員通常選挙の選挙特別番組でもある。

## 概要
2009年の『ニッポン戦略会議〜あすへの提言〜』と同様、平日深夜の報道番組『ワールドビジネスサテライト（WBS）』と土曜日昼の報道番組『田勢康弘の週刊ニュース新書』を基幹番組としている。今回は放送時間を90分間に縮小して、『池上彰の選挙スペシャル』に続く選挙特番第2部として放送した。
出演者は前回と同じく、総合司会は小谷真生子、解説は田勢康弘がそれぞれ担当した。

## 放送日時
※すべてJSTで表記。
- 2010年7月11日（日曜日）
  - 22:24 - 23:54

## ネット局
TXNネットワーク6局
- テレビ東京（制作局）
- テレビ北海道
- テレビ愛知
- テレビ大阪
- テレビせとうち
- TVQ九州放送

独立放送局
- 岐阜放送
- 三重テレビ放送
- びわ湖放送

BSデジタル放送
- BSジャパン（現・BSテレ東）

## 出演者
総合司会
- 小谷真生子（当時『ワールドビジネスサテライト』メインキャスター）

解説
- 田勢康弘（政治ジャーナリスト）

ニッポン戦略会議メンバー
- 大塚耕平（民主党参議院議員、内閣府副大臣）
- 竹中平蔵（パソナグループ会長、慶應義塾大学教授、元総務大臣）
- 猪瀬直樹（作家、当時東京都副知事）
- 山崎養世（経済評論家）
- 北川正恭（早稲田大学大学院教授、元三重県知事）

開票キャスター
- 斉藤一也（当時テレビ東京アナウンサー）
- 松丸友紀（テレビ東京アナウンサー）